# Truls som mobiliserar
Truls som mobiliserar är en svensk kort dramafilm från 1913 i regi av John Bergqvist. 

## Handling
Pigan Lotta skriver till sin Truls, som är inkallad i tjänstgöring, att komma och hälsa på eftersom herrskapet är bortrest. Truls kommer och glädjen är stor, och de tar sig en svängom, men det bär sig inte bättre än att Truls råkar sätta sig i ett fat med varm soppa, som Lotta just hällt upp. Truls bränner sig. Truls går hem till kasernen, men en korpral har upptäckt att han tagit bonnpermis och Truls får i arresten ångra sitt tilltag. 

## Om filmen
Filmen premiärvisades den 23 mars 1913 på Elektrobiografen i Linköping. Inspelningen av filmen skedde i Linköping och Malmslätt av John Bergqvist. 

## Rollista
- Otto Sandgren – Truls
- Dagmar Nyberg – Lotta